# Anne Brown
Pour les articles homonymes, voir Brown.
Anne Brown (9 août 1912 - 13 mars 2009) est une soprano américaine pour qui George Gershwin a réécrit le rôle de Bess en un rôle principal dans la production originale de son opéra Porgy and Bess en 1935.